# Ę

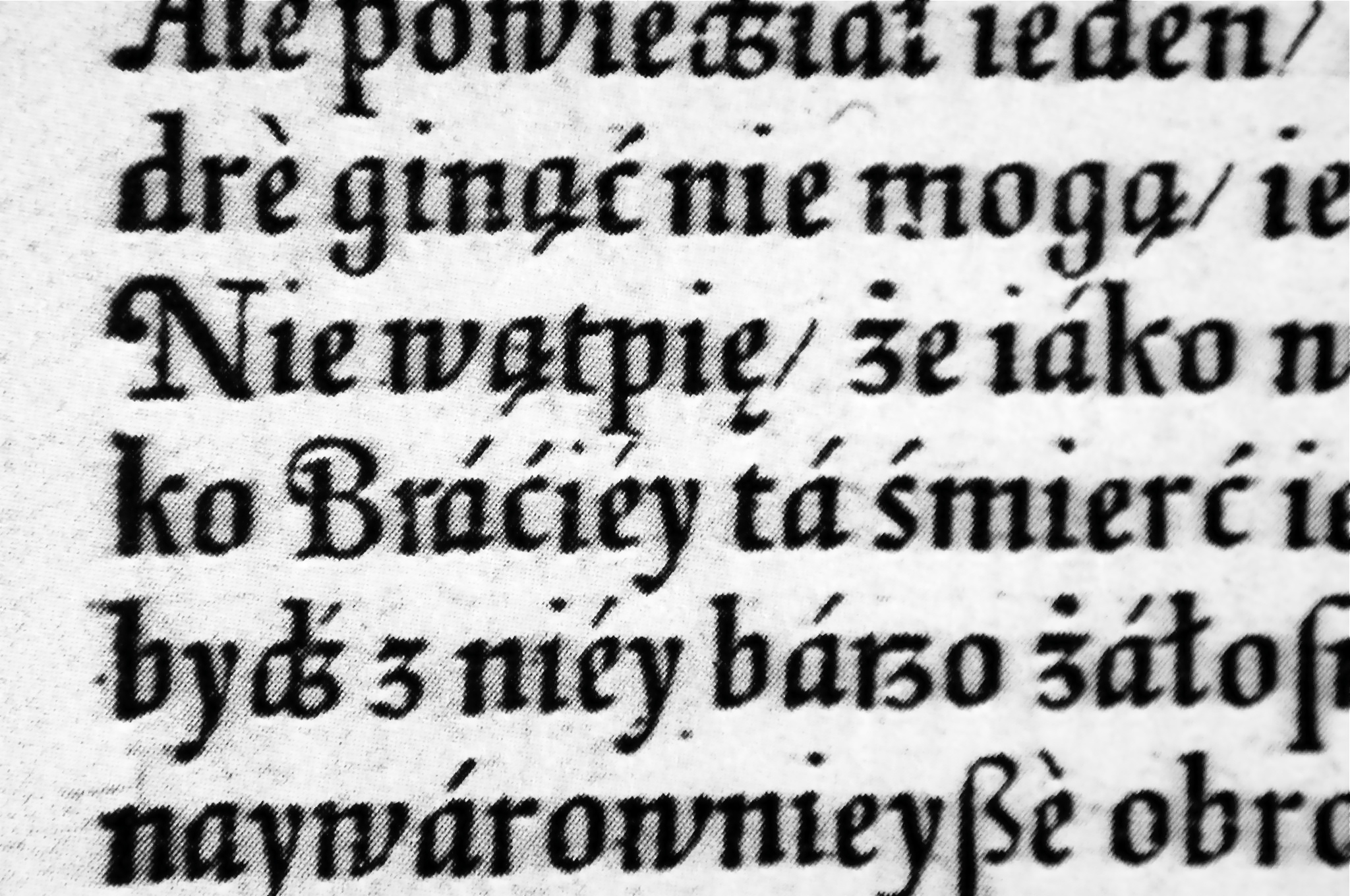
Ę och andra polska bokstäver i typsnittet Nowy karakter polski.

Ę (gemenform: ę) är den latinska bokstaven E med det diakritiska tecknet svans under. Ę finns i de polska, litauiska och älvdalska alfabetena.

## Polska
I det polska alfabetet är ę den åttonde bokstaven. Den kan uttalas /ɛw̃/, /ɛn/, /ɛm/ eller /ɛ/ beroende på i vilket sammanhang den används. Ę förekommer aldrig i början på ett ord.

## Litauiska
På litauiska uttalas ę /e:/. Precis som i polska finns det inget litauiskt ord som börjar på ę.

### Fotnoter
1. ↑  http://www.omniglot.com/writing/polish.htm
2. ↑  ”Arkiverade kopian”. Arkiverad från originalet den 16 april 2013. https://web.archive.org/web/20130416011921/http://rimai.dainutekstai.lt/zodziai/e. Läst 29 april 2013.